# Hydrolase acide
Une hydrolase acide est une hydrolase opérant préférentiellement à pH acide (environ 5). On trouve ces enzymes essentiellement dans les lysosomes, des organites caractérisés par un pH interne plus faible que dans le cytosol. Les hydrolysases acides se retrouvent aussi dans les vacuoles lytiques des cellules végétales.
Les hydrolases acides comprennent des nucléases, des protéases, des glycosidases, des lipases, des phosphatases, des sulfatases et des phospholipases.